# Clania namaqua
Clania namaqua är en skalbaggsart som beskrevs av Dombrow 1999. Clania namaqua ingår i släktet Clania och familjen Melolonthidae. Inga underarter finns listade i Catalogue of Life.